# Iwan Pawlowitsch Maschkow
Iwan Pawlowitsch Maschkow, geboren als Iwan Michailowitsch Sokolow-Jewdokimow, (russisch Иван Павлович Машков, урожд. Иван Михайлович Соколов-Евдокимов; * 1. Januarjul. / 13. Januar 1867greg. im Dorf Trubettschino, Ujesd Lebedjan; † 13. August 1945 in Moskau) war ein russisch-sowjetischer Architekt, Restaurator und Hochschullehrer.

## Leben
Maschkow war der Sohn des Dorfschmieds Michail Jewdokimowitsch Sokolow-Jewdokimow und seiner Frau Jewfimija Denissowna. Im Alter von drei Jahren verlor er seine Eltern und wurde zusammen mit den anderen Kindern nach Lipezk zu seiner Tante gebracht. Die Tante lebte in ärmlichen Verhältnissen, so dass sie 1875 Maschkow zur Adoption an den Angestellten eines Lipezker Manufakturwarengeschäfts Pawel Karlowitsch Maschkow und seine Frau Natalija Jefimowna gab. Der Adoptivvater war erfolgreich, kaufte das Geschäft und wurde Kaufmann der II. Gilde. 1878 erkrankte er schwer, so dass er zur Schuldentilgung das Geschäft verkaufen musste und 1879 starb. Maschkow wurde nun Assistent seines Adoptivonkels Alexei Jefimowitsch Andrejew, der Landvermesser und Lehrer für Zeichnen und Rechnen an der Ujesd-Schule war und auch die Aufgaben eines Stadtarchitekten erfüllte. Maschkow lernte das Zeichnen von Ortsplänen und das Anfertigen von Berechnungen für die Immobilienversicherung.
1881 fuhr Natalija Maschkowa mit ihren Ersparnissen auf Anraten ihres Bruders mit ihrem Adoptivsohn nach Moskau, um ihn an der Moskauer Hochschule für Malerei, Bildhauerei und Architektur (kurz MUSchWS) zum Studium anzumelden. Maschkow bestand im Herbst 1881 die Aufnahmeprüfung und wurde sogleich in die Hauptklasse aufgenommen. Er wohnte in der Nähe der Hochschule in der Familie des ehemaligen Schreibers Ionow, in der bereits die Söhne des Malers Konstantin Trutowski wohnten. Kommilitonen Maschkows waren Konstantin Korowin, Isaak Lewitan, Abram Archipow, Anna Golubkina, Konstantin Juon u. a. Maschkows Lehrer waren Konstantin Bykowski, Alexander Popow, Alexei Sawrassow, Illarion Prjanischnikow und Alexander Kaminski, dessen Lieblingsschüler Maschkow war. 1885 erstellte Maschkow bei Kaminski für die Architektur-Klasse das Projekt für den Bau eines Gebäudes für eine Gouvernementsversammlung, für das er die Kleine Silbermedaille erhielt. Mit seinem Postamt-Projekt schloss er bereits 1886 das Studium mit der Großen Silbermedaille als klassischer Künstler der Architektur ab und war berechtigt, Bauarbeiten durchzuführen.
Ab 1885 arbeitete Maschkow als Assistent Bykowskis bei der Projektierung und dem Bau des Moskauer Universitätsklinik-Städtchens auf dem Dewitschje Pole an der Moskwa nördlich des Nowodewitschi-Klosters an der heutigen Großen Pirogowskaja-Straße mit. Mit ihm arbeiteten dort Sergei Solowjow, Alexander Meisner, Pjotr Fjodorowitsch Krassowski, Michail Matwejewitsch Tscherkassow u. a. Auch arbeitete Maschkow bei Dmitri Tschitschagow beim Bau des Moskauer Stadtdumagebäudes und bei Michail Tschitschagow beim Bau des Korsch-Theaters mit. Daneben lehrte Maschkow 1887–1891 Zeichnen und Perspektive für Künstler und Architekten an Anatoli Gunsts Schule der Schönen Künste. Dort lehrten auch Bykowski, Fjodor Schechtel, Alexander Pomeranzew, Issaak Lewitan, Leonid Pasternak u. a.
1889 ging Maschkow nach Lipezk und projektierte und baute als selbständiger Architekt zwei Schulen, ein Krankenhaus und eine Gefängniskirche. die heutige Nikolai-Kirche. 1890 kehrte er nach Moskau zurück. Er gründete ein eigenes Büro und baute für verschiedene Auftraggeber Häuser im russischen Stil. Auch arbeitete Maschkow als Assistent in August Webers Moskauer Architekturbüro bei der Projektierung und Bauüberwachung des Baus des Südflǘgels des Polytechnischen Museums (1887–1896). Dabei wurde er mit Nikolai Schochin bekannt, der den zentralen Teil des Museums gebaut hatte und Direktor der Architektur-Abteilung des Museums war. Auf Anraten Schochins trat Maschkow 1889 in die Architektur-, Kunst- und Baukommission des Polytechnischen Museums ein und wurde 1890 Vertreter Schochins in der Architektur-Abteilung. Er half dann Schochin bei der Organisation der Architektur-Abteilung.
Von 1890 bis 1913 war Maschkow Architekt der Wohltätigkeitsgesellschaft für die Versorgung Moskauer Bedürftiger mit Wohnungen. Er baute viel für Wohltätigkeitseinrichtungen, wobei er sich auf das architektonisch Notwendige zu beschränken hatte und für Ausschmückungen nur Abramzewo-Majolika zugelassen war. Auch war er ab 1895 Architekt der Moskauer Stadtverwaltung und baute in Lefortowo und weiteren Stadtteilen. An der MUSchWS hielt er eine Vorlesung über Schatten und Perspektiven (1894–1907). Zu seinen Studenten gehörten die Architekten Sergei Tschernyschow, Ilja Golossow, Wjatscheslaw Oltarschewski, die Maler Konstantin Juon, Nikolai Krymow, Pawel Kusnezow und die Bildhauer Anna Golubkina und Sergei Konjonkow.
1895 wurde Maschkow zum Korrespondierenden Mitglied der Kaiserlichen Moskauer Archäologie-Gesellschaft (IMAO) und 1898 zum Vollmitglied gewählt. Bald wurde er wissenschaftlicher Sekretär und Vizevorsitzender der Gesellschaft. Er leitete die Kommission für den Schutz alter Denkmäler. Er führte Untersuchungen durch und beteiligte sich an der Restaurierung alter Bauten. Er war ständiger Redakteur der Sammelband-Reihe der IMAO, in der die meisten seiner Arbeiten erschienen.
Bekannt wurde Maschkow 1904 durch den einzigartigen Bau des Sokol-Wohnhauses Marija Wladimirowna Sokols am Moskauer Kusnezki Most im Jugendstil der Wiener Secession mit Einflüssen Otto Wagners. Das Majolika-Mosaik auf der Attika schuf Nikolai Sapunow der Mir Iskusstwa. Der über den Wellen fliegende Sturmvogel des Mosaiks wurde zum einen mit einem Zitat Maxim Gorkis in Zusammenhang gebracht und zum anderen mit der Möwe des im selben Jahr von Fjodor Schechtel fertiggestellten Moskauer Kunsttheaters. Zusammen mit dem Bildhauer Sergei Wolnuchin schuf er 1908 das 1909 eingeweihte Moskauer Denkmal für den ersten russischen Drucker Iwan Fjodorow.
Im Januar 1907 äußerten die Studenten der Architektur-Fakultät der MUSchWS auf einer Vollversammlung ihre Unzufriedenheit mit der Lehrtätigkeit Maschkows, Alexander Meisners und Sinowi Iwanows, die nicht ihre Wünsche genügend berücksichtigen. Obwohl der Hochschulrat die Kritik zurückwies, forderte der Moskauer Generalgouverneur Sergei Gerschelman die drei Beschuldigten auf, das Lehramt aufzugeben und sich erneut zu bewerben. Maschkow gab das Amt auf und bewarb sich nicht neu.
Ab 1908 leitete Maschkow die Architektur-Abteilung des Polytechnischen Museums (bis 1933), aus der 1934 das Architektur-Museum wurde (1949 nach Alexei Schtschussew benannt). Er verfasste und veröffentlichte viele Bücher über Architektur, auch Lehrbücher, und einen der besten Reiseführer für Moskau (1895–1913). 1913 wurde er zum Hofrat (7. Rangklasse) ernannt.
Als nach der Revolution 1905 die Öffentlichkeit sich vom Jugendstil abwandte, schloss sich Maschkow wie viele seiner Kollegen dem Neoklassizismus an. Seine bekanntesten Bauten in dieser Zeit waren das Städtische Leihamt (1911–1915) und das J.-P.-Eggers-Wohnhaus (1913–1914) in Moskau im strengen St. Petersburger Stil. Sein bedeutendstes Projekt war das Preobraschensker Psychiatrische Krankenhaus (jetzt Gannuschkin-Krankenhaus). Er befürwortete den Bau von Hochhäusern und schlug 1913 den Bau eines 13-stöckigen Turms an der Twerskaja-Straße vor, der aber von der Moskauer Stadtduma blockiert wurde.
Nach der Oktoberrevolution behielt Maschkow seinen Posten als Architekt der Stadt Mosau, war Vizechefarchitekt und fungierte zeitweise als Chefarchitekt. Nach 1918 war er Oberarchitekt der Abteilung für Projektierung des Moskauer Stadtsowjet Mossowet und wirkte bei der Erarbeitung des ersten Generalplans für die Entwicklung des Neuen Moskaus mit. 1929 schuf er mit dem Bildhauer Nikolai Andrejew das Denkmal für Alexander Ostrowski am Maly-Theater. Die Dokumentation des alten Moskaus setzte er fort insbesondere im Hinblick auf drohende Abrisse. Er restaurierte das Paschkow-Haus, das das Rumjanzew-Museum geworden war. In der Zeit der Neuen Ökonomischen Politik gründete er mit Wladimir Adamowitsch eine Aktiengesellschaft für den Bau verschiedener Arten von Gebäuden.
1931–1933 lehrte Maschkow am Studienkombinat des Volkskommissariats für Schwerindustrie der UdSSR. 1934–1937 lehrte er Architektur-Projektierung am 1933 gegründeten Moskauer Architektur-Institut (MArchI). Ab 1935 leitete er am Mossowet-Abendbauinstitut den Lehrstuhl für Architektur bis zu seinem Tode. 1945 restaurierte er erneut die Smolensker Kathedrale des Nowodewitschi-Klosters.
Maschkow war seit 1888 Mitglied der Moskauer Architektur-Gesellschaft (MAO) und beteiligte sich an deren Aktivitäten bis zu ihrer Auflösung 1932. 1893–1903 war er Sekretär der MAO. Er beteiligte sich an der Vorbereitung und Durchführung des II. und V. Allrussischen Kongresses der russischen Baumeister. Auf dem II. Kongress 1895 in Moskau war er zum Sekretär des Kongresses gewählt worden und gab für die Kongressteilnehmer seinen Baumeisterbegleiter für Moskau heraus. Auf dem V. Kongress 1913 in Moskau wurde er zum Vizevorsitzenden des Kongresses gewählt. Ab 1895 gehörte er zur MAO-Kommission für den Schutz der alten Baudenkmäler, deren Sekretär er zunächst war und deren Vizevorsitzender er 1913 wurde. Unter seiner Führung gab die MAO die Arbeiten der Kommission für den Schutz der alten Baudenkmäler heraus. Er untersuchte und dokumentierte die Baudenkmäler Dmitrows, Borowsks und Moskaus. Er leitete die Restaurierungen des Sucharew-Turms, der Kreml-Kathedralen und der Basilius-Kathedrale. Er organisierte den Bau des Haues der Architekten der MAO, das 1999 das Moskauer Museum für Moderne Kunst wurde. 1908–1918 war er Vizevorsitzender der MAO neben dem Vorsitzenden Fjodor Schechtel.
Maschkow war seit 1899 mit Anna Nikolajewna Granau verheiratet, die als Waisenkind in der Familie des Moskauer Ehrenbürgers A. Moschenski aufgewachsen war.
Maschkow starb in Moskau und wurde auf dem Nowodewitschi-Friedhof begraben. Sein Grab gehört zum regionalen Kulturerbe. Sein Buch über das Nowodewitschi-Kloster erschien 1949.

## Ehrungen
- Sankt-Stanislaus-Orden II. Klasse
- Held der Arbeit (1937)

## Werke

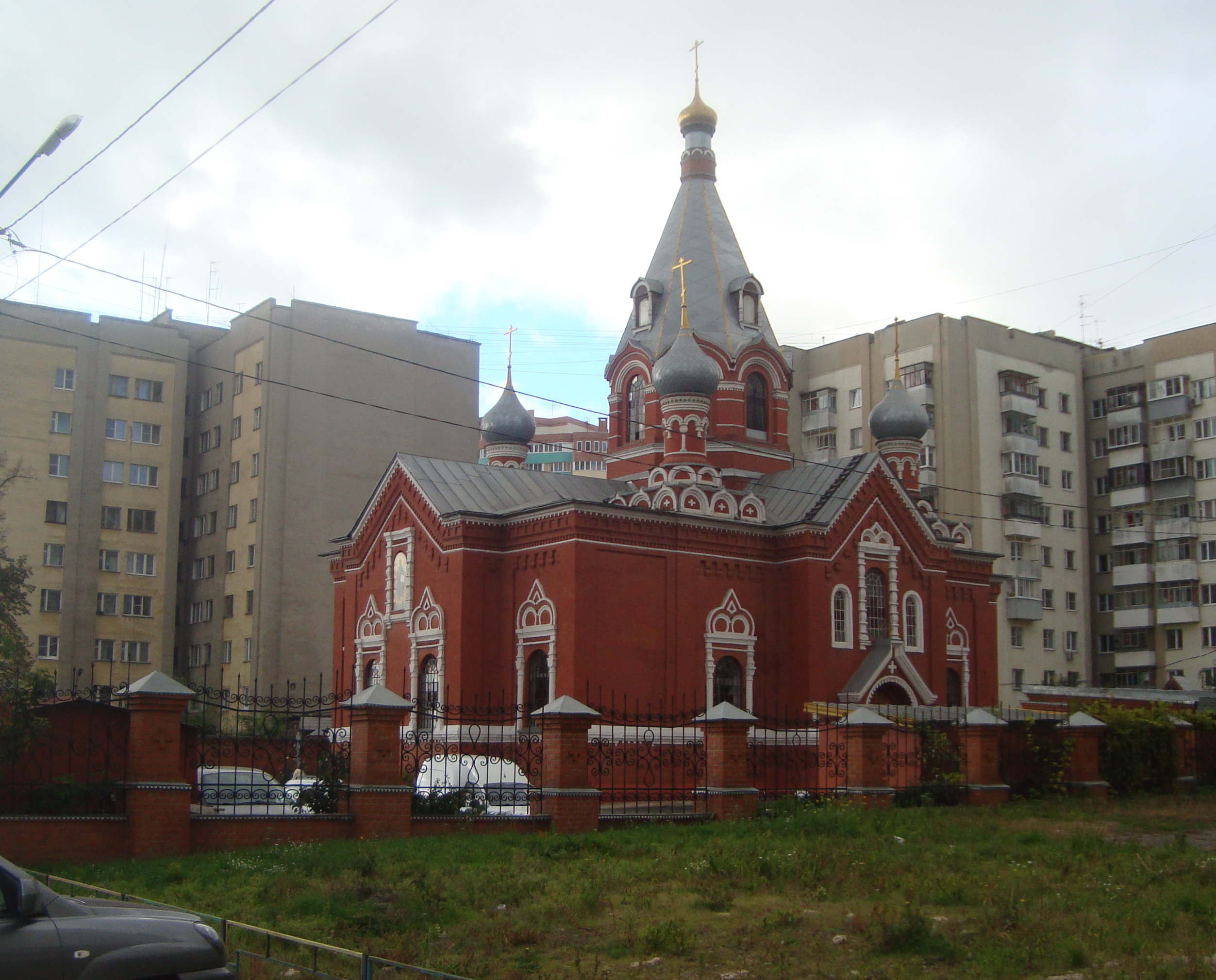
Nikolai-Kirche (1890), Lipezk
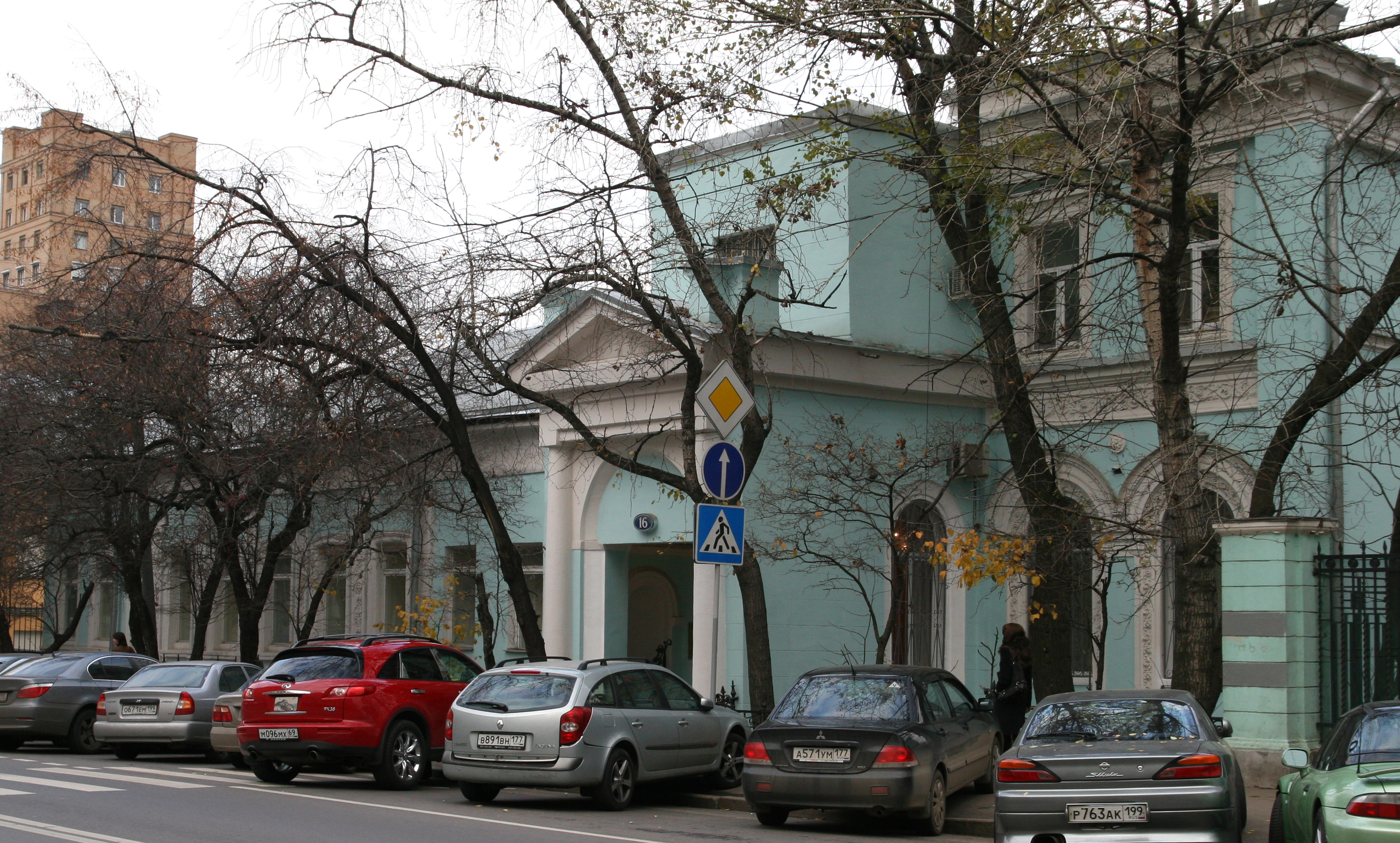
Villa J. M. Pautynskis (Umbau 1893, 1897–1898), Malaja Dmitrowka 16, Moskau
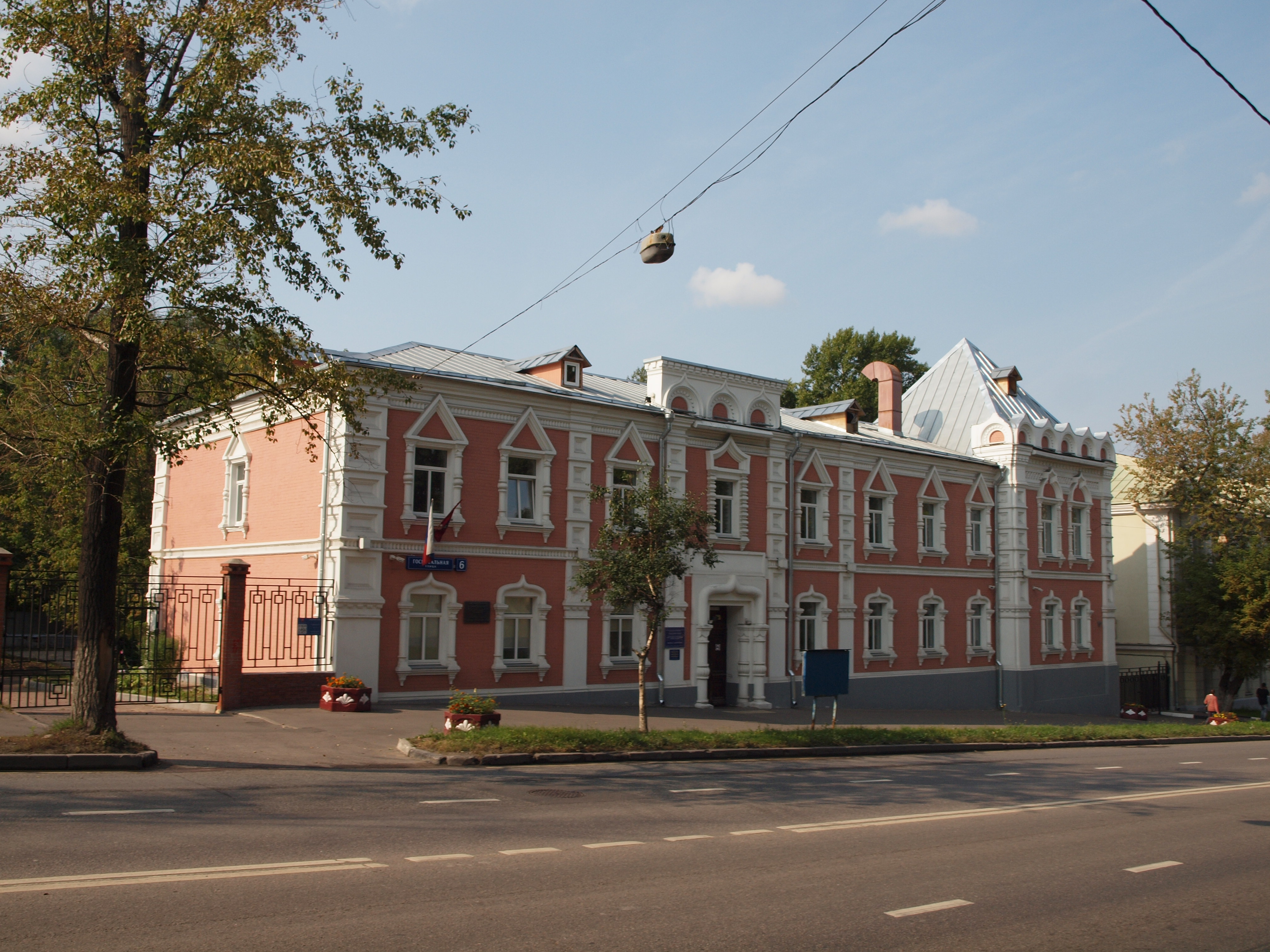
Witwenhaus der Koroljow-und-McGill-Wohltätigkeitsgesellschaft (1899–1902), Hospitalnaja Uliza 6–10, Moskau
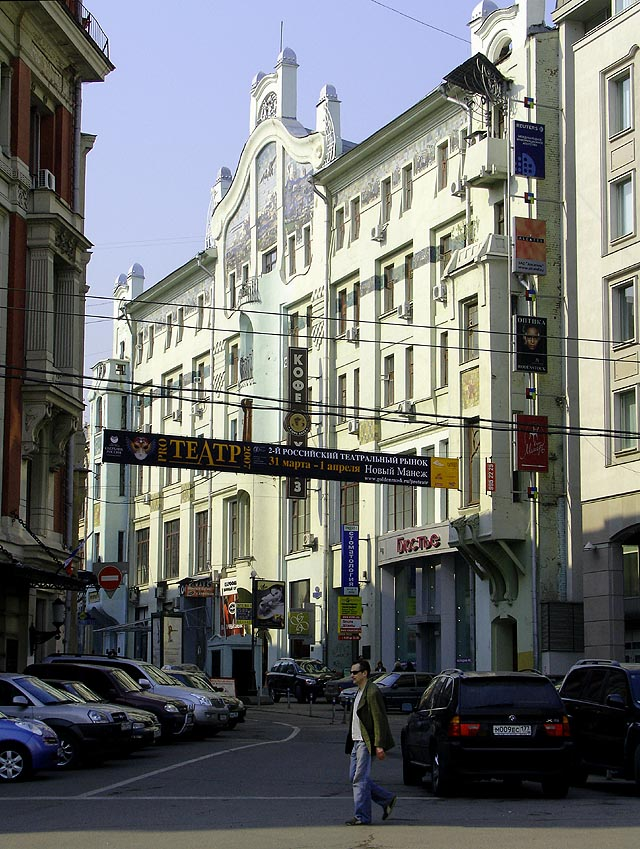
Sokol-Wohnhaus (1903–1904), Kusnezki Most 3, Moskau
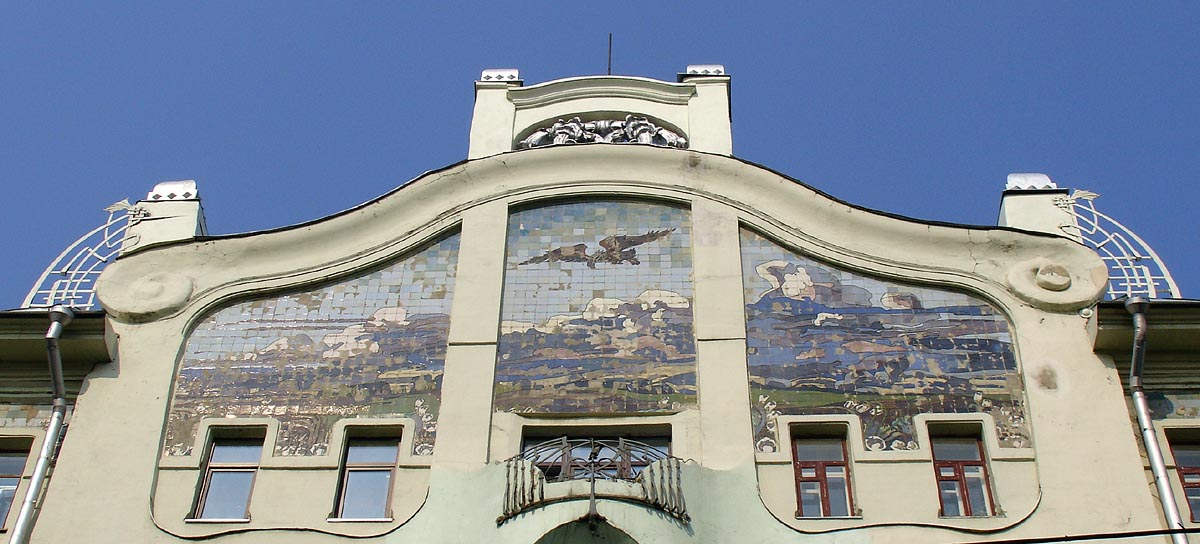
Attika des Sokol-Wohnhauses
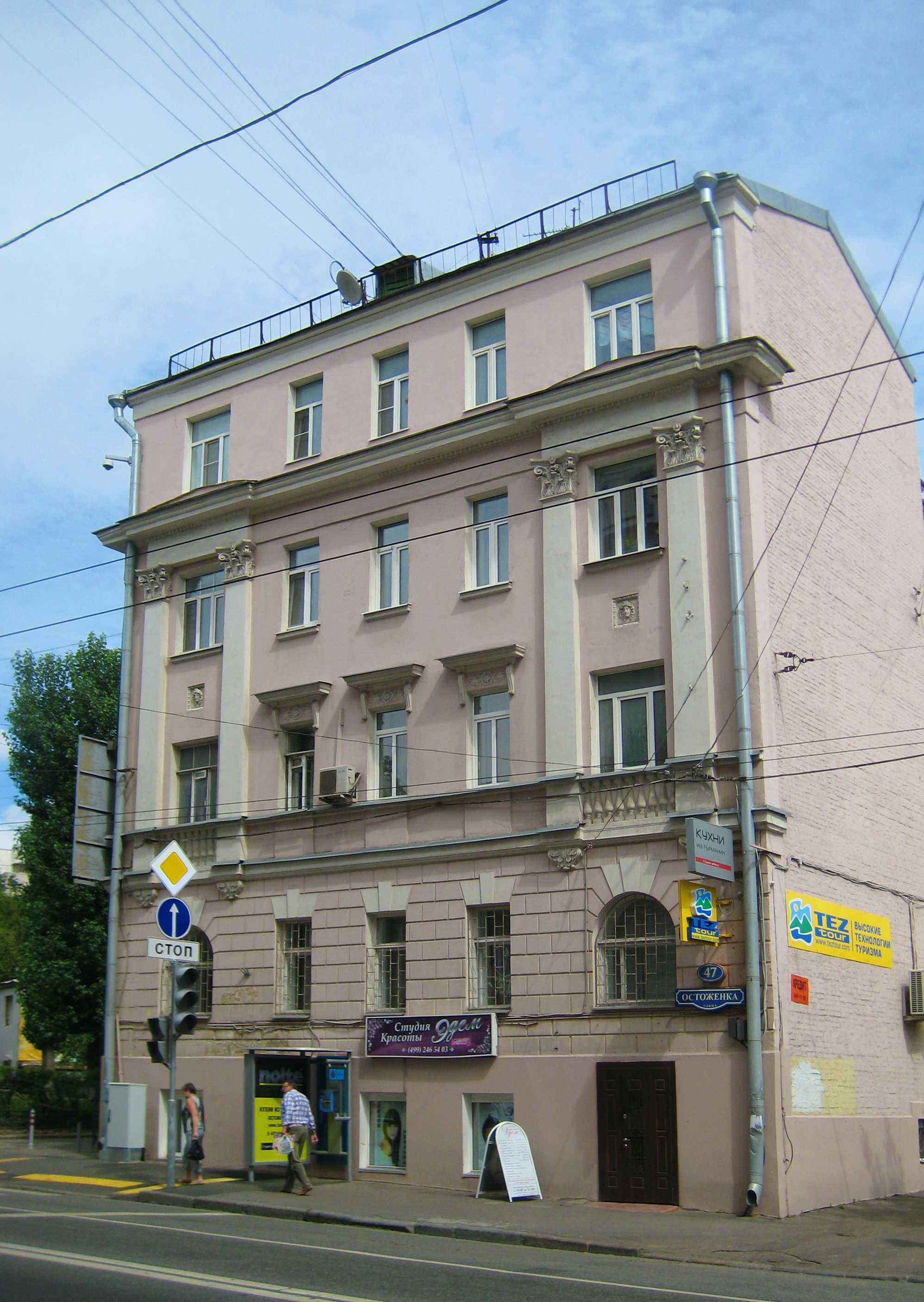
Wohnhaus an der Uspenski-Kirche (1914), Ostoschenka 47, Moskau
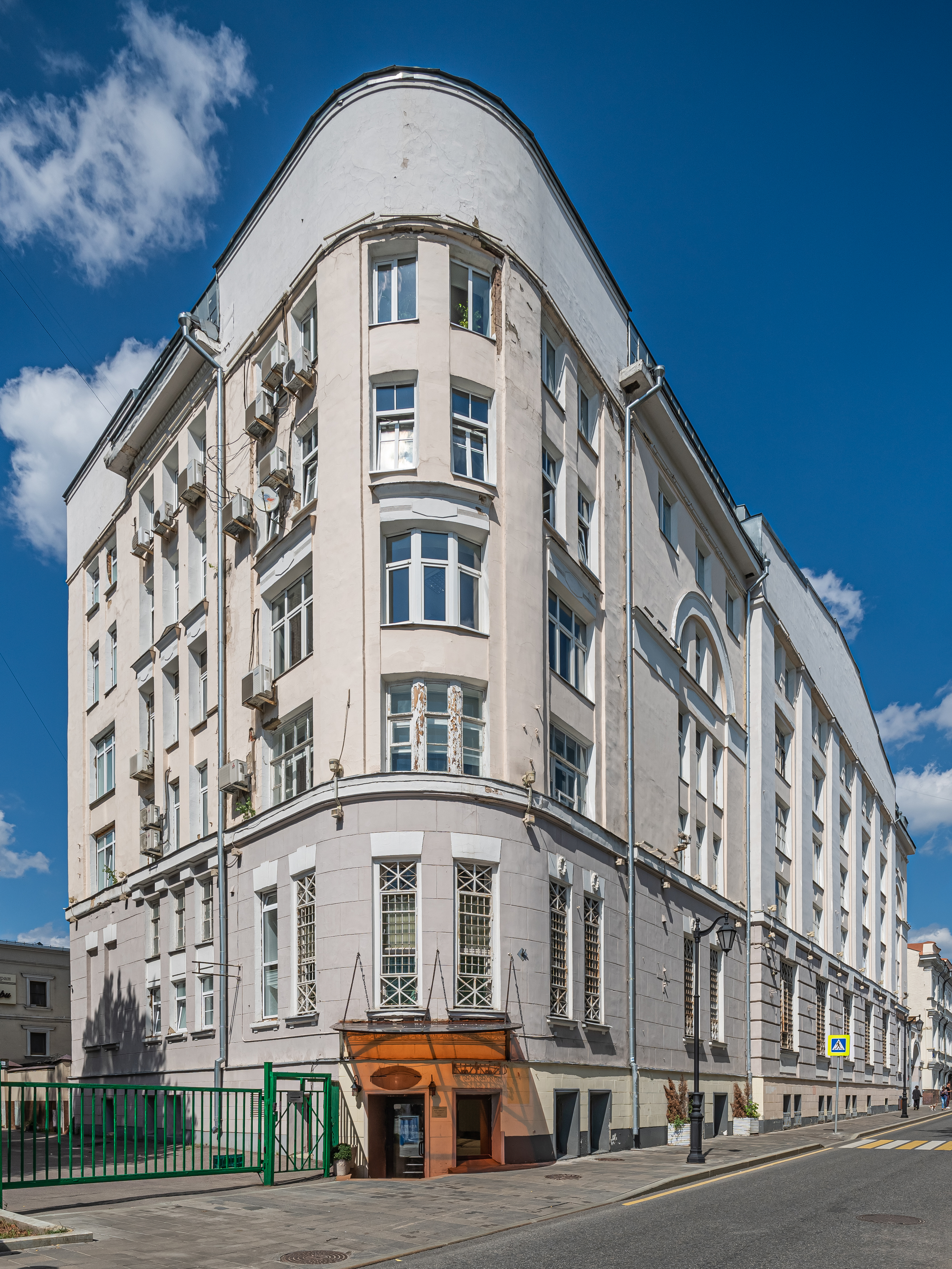
Städtisches Leihamt (1911–1915), Bolschaja Bronnaja Uliza 23, Moskau
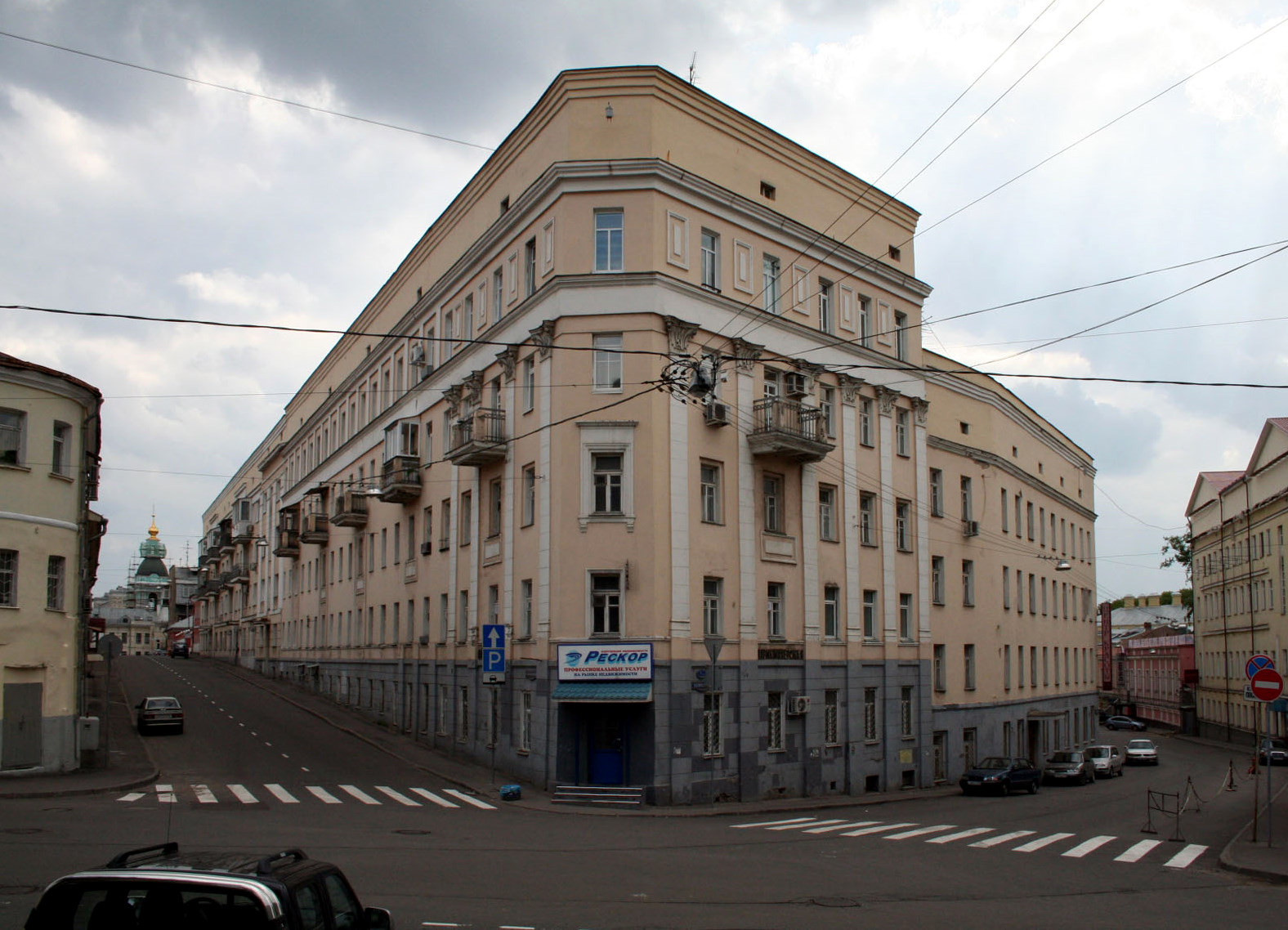
Utjug-Haus (umgebaut 1925), Chitrowka, Petropawlowski Pereulok, Moskau